# Рамстал
Рамстал (њем. Ramsthal) општина је у њемачкој савезној држави Баварска. Једно је од 26 општинских средишта округа Бад Кисинген. Према процјени из 2010. у општини је живјело 1.205 становника. Посједује регионалну шифру (AGS) 9672142.

## Географски и демографски подаци
Рамстал се налази у савезној држави Баварска у округу Бад Кисинген. Општина се налази на надморској висини од 252 метра. Површина општине износи 10,4 km². У самом мјесту је, према процјени из 2010. године, живјело 1.205 становника. Просјечна густина становништва износи 116 становника/km².